# Herb Szwajcarii
Wygląd i symbolika herbu Szwajcarii są generalnie identyczne jak we fladze.
W 1339 roku wszyscy żołnierze i oficerowie biorący udział w bitwie pod Laupen byli oznaczeni znakiem krzyża. Od tego czasu biały krzyż na czerwonym polu stał się wspólnym symbolem Szwajcarów. Od końca XV wieku herb i chorągiew konfederacji były czerwone z białym krzyżem równoramiennym.